# Chiefs de Mississauga
Les Chiefs de Mississauga sont une équipe féminine professionnelle de hockey sur glace de la ville de Mississauga en banlieue de Toronto au Canada. L'équipe évolue dans la Ligue nationale de hockey féminin de 1999 à 2007 puis dans la Ligue canadienne de hockey féminin de 2007 à 2010. Elle joue ses matchs à domicile au Centre Hershey (en) de Mississauga.
L'équipe a également porté les noms d'Ice Bears de Mississauga de 2000 à 2003 et d'Ice d'Oakville de 2003 à 2007.

## Histoire

### Création et entrée en LNHF
Les Chiefs de Mississauga sont fondés en 1993  et évoluent plusieurs saisons dans la Central Ontario Women's Hockey League (COWHL) . Par la suite, les Chiefs rejoignent la Ligue nationale de hockey féminin (LNHF) lors de la saison inaugurale de 1998-1999. En 2000, l'équipe change son nom et adopte l'appellation Mississauga Ice Bears (de 2000 à 2003) puis elle est rebaptisée Oakville Ice en 2004 à la suite de son déménagement à Oakville .
La première saison des Chiefs dans la LNHF leur accorde 23 victoires et 15 défaites en 40 matchs. Les Chiefs terminent la saison au troisième rang dans la division de l'ouest . Au cours de cette première saison, Nathalie Rivard et Andria Hunter (en) s'illustrent et sont élues Meilleure Joueuse de la division de l'Ouest 
Au milieu de leur deuxième saison en LNHF (1999-2000) les Chiefs ont une fiche de 13 victoires, 2 défaites et 3 matchs nul. L'équipe se positionne au deuxième rang à un point de la première place. C'est une bataille pour la première position au classement durant le reste de la saison. Les Chiefs surmontent leurs rivales, les Aeros de North York, dans un match supplémentaire de fin de saison pour conquérir leur premier championnat de la division Ouest et gagner aussi une place dans les séries éliminatoires. La LNHF est dissoute à l'été 2007, laissant l'équipe sans championnat.
À l'automne 2007, la Ligue canadienne de hockey féminin (LCHF) est créée et les Chiefs reprennent leur nom original de Chiefs de Mississauga. L'équipe fait son entrée dans la nouvelle ligue dès la saison inaugurale.

### Parcours en LCHF
Lors de leur première saison en LCHF, les Chiefs terminent deuxième au classement dans la division Ouest à deux points seulement du Thunder de Brampton. La meilleure marqueuse des Chiefs, Jennifer Botterill, est la meilleure pointeuse du championnat avec 61 points (24 buts et 37 mentions d'aide). Botteril reçoit le trophée Angela James et est sélectionnée dans la première équipe d'étoiles de la LCHF .
La saison suivante 2008-2009, les Chiefs sont finalistes du championnat mais elles perdent contre les Thunder de Brampton.
Pour leur troisième saison (en 2009-2010), l'équipe se classe au deuxième rang du classement de la ligue (réunie en une seule division). Les deux meilleures équipes se qualifient automatiquement pour le tournoi de la Coupe Clarkson 2010. Les quatre équipes restantes doivent s'affronter en série éliminatoire pour décrocher un ticket pour le tournoi de la Coupe Clarkson. Ayant terminé deuxième au classement général, les Chiefs participent donc automatiquement au tournoi mais sont éliminées en demi-finales par les Whitecaps du Minnesota sur une victoire de 3-0 .
Peu avant le démarrage de la saison 2010-2011, dans un effort de rationalisation financière, la LCHF annonce qu'elle réduit le nombre de ses équipes à cinq. Les Chiefs de Mississauga se retirent de la LCHF. Toutefois les équipes juniors du club et le programme jeunesse des Chiefs poursuivent leurs activités dans des ligues amateures inférieures de l'Ontario .

## Bilan par saisons
| Saison    | PJ | V  | D | N | BP  | BC  | Pts | Classement              | Séries éliminatoires                          |
| --------- | -- | -- | - | - | --- | --- | --- | ----------------------- | --------------------------------------------- |
| 2007–2008 | 30 | 21 | 8 | 1 | 115 | 16  | 45  | Termine 2e Division Est | Perd en finale Remporte la Coupe Abby Hoffman |
| 2008-2009 | 26 | 16 | 8 | 2 | n/d | n/d | 34  | Termine 3e              | Perd en finale                                |
| 2009-2010 | 30 | 21 | 8 | 1 | n/d | n/d | 43  | Termine 2e              | Éliminée en demi-finale de la Coupe Clarkson  |

## Joueuses notables des Chiefs
Au cours de son histoire, l'équipe a compté dans ses rangs plusieurs internationales canadiennes telles que Jennifer Botterill, Cherie Piper, Cheryl Pounder, Sami Jo Small, Andria Hunter (en) et Sommer West (en).